# Denel AH-2 Rooivalk

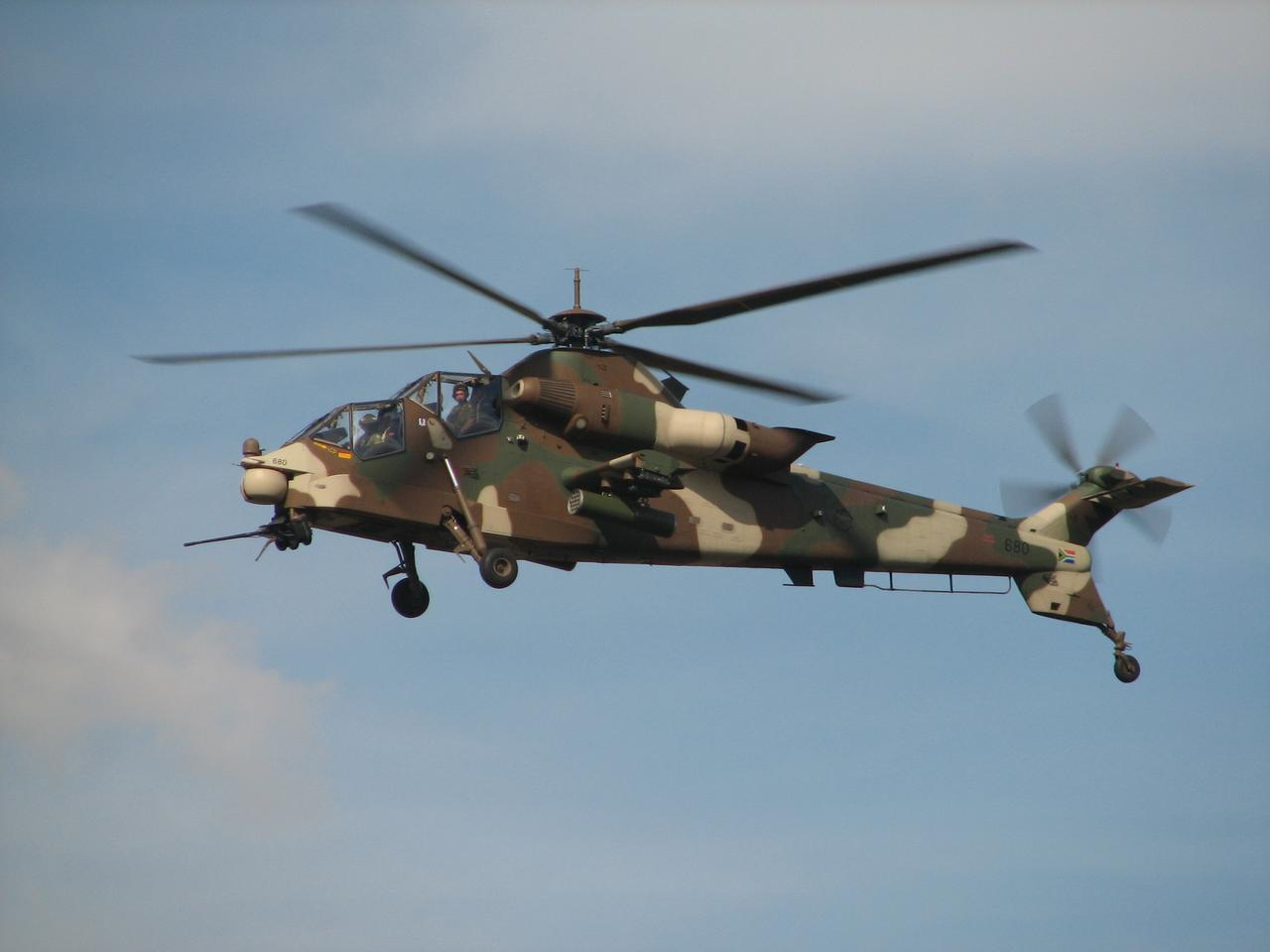
AH-2 Rooivalk

Denel AH-2 Rooivalk este un elicopter de atac/antitanc modern, utilizat de Africa de Sud.